# مجزرة عائلة العكلوك (17 ديسمبر 2023)
مجزرة عائلة العكلوك (17 ديسمبر 2023) هي مجزرة ارتكبها سلاح جوّ الإحتلال الإسرائيلي يوم الأحد الموافق 17 ديسمبر/كانون الأول 2023. استهدفت هذه الغارات منزل لعائلة العكلوك الموجود في مدينة غزة، منطقة الجلاء -شرق مفترق عبد العال. هذه المجزرة من ضمن عدة مجازر وقعت خلال عملية طوفان الأقصى. تسبّبت هذه المجزرة الإسرائيليّة والتي استهدفت منزل عائلة العكلوك والذي نزح إليه أفراد من عائلة شبايك إلى استشهاد أكثر من 32 شهيدًا.

## خلفية الحدث
في ساعاتِ الصباح الأولى من يوم السابع من أكتوبر 2023 أطلقت حركة المقاومة الإسلامية حماس عبر ذراعها العسكري كتائب الشهيد عز الدين القسام عملية طوفان الأقصى وذلك ردًا على الاعتداءات الإسرائيلية وتدنيس الأقصى والاستمرار في الاستيطان، كما أكّد على ذلك محمد الضيف القائد العام للقسّام والذي أعطى إشارة انطلاق العمليّة التي شهدت اقتحامًا من المقاومين لمستوطنات غلاف غزة ونجحوا في قتلِ عدد كبيرٍ من الجنود الإسرائيلين، وأسر عشرات آخرين كما استطاعوا خلال ساعات قطع عشرات الكيلومترات ووصلوا لمستوطنات أبعد من تلك المحيطة والقريبة من قطاع غزة.
الرد الإسرائيلي على هذه العمليّة جاء من خلال شنّ سلاح الجو الإسرائيلي عشرات الغارات العشوائيّة على القطاع متسبّبة في مقتل عشرات المدنيين وتدمير البنية التحتية لمدن القطاع، ليصل حد فرض إغلاق شامل وقطع متعمد لكل الخدمات من ماء وكهرباء وغاز، وهو ما هدَّد حياة أكثر من مليونَي فلسطيني يعيشُ داخل القطاع الذي يُعاني أصلًا من تبعات الحصار الخانق عليهم منذ ستة عشر عاماً.
وفي مساء يوم 27 أكتوبر/تشرين الأول، أعلن جيش الاحتلال الإسرائيلي بدء الهجوم بري على قطاع غزة من خلال بدء التوغل في بلدة بيت حانون ومخيم البريج. حدث الهجوم وسط سلسلة من الغارات الجوية الإسرائيلية واسعة النطاق التي أدت إلى قطع الاتصالات المتنقلة والوصول إلى الإنترنت في غزة.
وبتاريخ 24 نوفمبر 2023 تم وقف إطلاق النار بين المقاومة الفلسطينية وإسرائيل، وهو وقف إطلاق نار مؤقت جرى في الحرب الدائرة بين فصائل المقاومة الفلسطينية في غزة وإسرائيل. وبتاريخ 2 ديسمبر انتهت الهدنة، وخلال ساعات إنتهاء الهدنة الأولى قام سلاح الطيران الإسرائيلي بشن هجمات صاروخية مكثفة على كافة أنحاء القطاع مع التركيز على المنطقة الجنوبية لقطاع غزة.

## الضحايا
1. حسام الدين محمد سعيد العكلوك
2. نجاح محمد العكلوك
3. وسام يوسف العكلوك
4. نوران العكلوك
5. نور الدين العكلوك
6. جنان العكلوك
7. عز الدين العكلوك
8. زين الدين العكلوك
9. رزان العكلوك
10. مؤيد العكلوك
11. حنين الشنطي
12. مسك مؤيد العكلوك
13. مريم مؤيد العكلوك
14. مهند العكلوك
15. سارة العالول
16. حور مهند العكلوك
17. حسام مهند العكلوك
18. عمر مهند العكلوك
19. طارق محمد سعيد العكلوك
20. قصي طارق العكلوك
21. نغم طارق العكلوك
22. قيس طارق العكلوك
23. الاء طارق العكلوك
24. رائدة محمد سعيد العكلوك
25. نانسي نضال شبايك
26. ميس نضال شبايك
27. رتال نضال شبايك
28. رماس نضال شبايك
29. غزل نضال شبايك
30. بيان نضال شبايك
31. سجي نضال شبايك
32. محمد نضال شبايك